# Egil Olsen
Egil Roger Olsen, detto Drillo (Fredrikstad, 22 aprile 1942), è un allenatore di calcio ed ex calciatore norvegese.
Considerato come l'allenatore di maggior successo della storia del calcio norvegese, guidò la selezione scandinava in due edizioni dei mondiali: Stati Uniti 1994 e Francia 1998. Nel 1993, ricevette il premio Kniksen in virtù dei risultati ottenuti come commissario tecnico. Sostenitore del 4-5-1 e del catenaccio, è famoso per una preparazione "scientifica" per gli incontri di calcio.

## Caratteristiche tecniche

### Giocatore
Olsen era un'ala talentuosa. Amante del dribbling, questa giocata gli fece guadagnare il soprannome Drillo.

### Allenatore
Solitamente, schiera le proprie squadre con il 4-5-1 e con una marcatura a zona. Promotore di un calcio difensivo, ma efficace, è noto per una preparazione certosina per le partite. Olsen, infatti, studia attraverso video e un programma per computer, da lui stesso ideato, i propri avversari.
Una delle tattiche più utilizzate da Egil Olsen è diventata nota come Flopasning. Prende infatti il nome da Jostein Flo, che negli anni novanta era uno dei suoi esecutori, in Nazionale: uno dei terzini, solitamente Stig Inge Bjørnebye, lanciava un lungo pallone in diagonale, alla ricerca della testa di Flo. Il centravanti cercava così una sponda per un centrocampista, pronto ad inserirsi.

## Carriera

### Giocatore

#### Club
Olsen cominciò la carriera con la maglia dello Østsiden, formazione all'epoca militante nella 2. divisjon. Nel 1964, si trasferì al Vålerengen, per cui non giocò neppure un incontro di campionato. Ebbe però modo di giocare nella Coppa delle Fiere 1964-1965, disputando la sfida contro l'Everton, dove ebbero la meglio gli inglesi. Nel 1965, fece ritorno allo Østsiden: l'anno successivo, tornò nuovamente al Vålerengen. Nel 1968, si accordò con il Sarpsborg, dove militò per quattro stagioni. Terminata anche questa esperienza, giocò per il Frigg. Infine, nel 1975, fu un calciatore dello Hasle-Løren.

#### Nazionale
Olsen giocò 16 partite per la Norvegia. In realtà, la FIFA gliene riconosce 15, non considerando valida ai fini statistici quella contro la selezione amatoriale dell'Inghilterra. Debuttò in Nazionale in data 11 ottobre 1964, subentrando a Olav Nilsen nella sconfitta per 2-0 contro la Danimarca.

### Allenatore

#### Gli inizi
Olsen cominciò la carriera da allenatore nel 1972, restando contemporaneamente un calciatore del Frigg. Al primo anno in questa posizione, centrò la promozione nella 1. divisjon (il Frigg era retrocesso al termine del campionato precedente). L'anno successivo, non riuscì a condurre la squadra alla salvezza: rimase però al Frigg fino al 1974. Nel 1975, fu allenatore-giocatore allo Hasle-Løren. Terminata questa stagione, lasciò l'attività agonistica e si concentrò solamente sulla panchina. Dal 1976 al 1978 fu così tecnico dello Østsiden, mentre dal 1978 al 1979 guidò ancora il Frigg.

#### Gli anni '80
Nel 1979, Olsen fu nominato commissario tecnico della Norvegia under 21. Ricoprì questo incarico fino al 1985, allenando contemporaneamente il Frigg (dal 1981 al 1983) ed il Fossum (dal 1983 al 1984). Nel 1985, gli fu offerta la panchina del Lyn Oslo. Il club militava, all'epoca, nella 3. divisjon: sotto la guida di Olsen, nel 1986, centrò la promozione in 2. divisjon. Rimase al Lyn Oslo fino al termine del campionato 1988: il suo score finale fu di 99 partite (49 vittorie, 21 pareggi e 29 sconfitte), con 190 reti segnate e 140 subite. Per l'anno successivo, guidò lo Aalesund ad una tranquilla posizione di metà classifica, nel campionato 1989.

#### La prima esperienza con la Norvegia
Dopo una breve esperienza con la Norvegia under 20 nel 1990, fu nominato commissario tecnico della Nazionale maggiore norvegese. Ingvar Stadheim rassegnò infatti le proprie dimissioni dall'incarico nel mese di settembre, con Olsen che ne prese il posto ad interim. Il primo incontro in questa veste fu datato 31 ottobre 1990, in occasione di un'amichevole vinta contro il Camerun per 6-1. Olsen scelse di puntare su diversi calciatori provenienti dalla selezione Under-21, per costituire la propria squadra. Le vittorie contro Tunisia e Cipro gli fecero guadagnare la conferma. La Norvegia di Olsen fallì però la qualificazione al campionato d'Europa 1992, destando comunque una buona impressione.

##### Mondiali 1994
Per le qualificazioni al mondiale 1994, Olsen scelse di puntare su due calciatori che erano stati accantonati nella precedente gestione: Kjetil Rekdal e Jostein Flo. La scelta si rivelò azzeccata, con la Norvegia che vinse subito la prima sfida ufficiale contro San Marino per 10-0. A questo risultato, seguì un'inaspettata vittoria casalinga contro l'Paesi Bassi (1-0) e poi un pareggio contro l'Inghilterra a Wembley (1-1). La Norvegia s'impose sull'Inghilterra nella sfida di ritorno (2-0) e si assicurò la qualificazione con il successo sulla Polonia, in trasferta (0-3). Per gli scandinavi, fu un risultato storico: la Nazionale mancava infatti dalla fase finale di un mondiale dal 1938.
Al campionato del mondo 1994, Olsen migliorò ancora la propria reputazione. La Norvegia vinse infatti la prima partita del girone eliminatorio contro il Messico, per 1-0: si trattò del primo successo della storia della Nazionale in questo tipo di manifestazione. Seguì poi una sconfitta contro l'Italia e un pareggio a reti inviolate contro l'Irlanda. Tutte le squadre chiusero allora a 4 punti, ma la Norvegia fu eliminata in virtù delle reti realizzate.

##### Mondiali 1998
Dopo aver mancato l'accesso al campionato d'Europa 1996, la Nazionale scandinava si concentrò sulle qualificazioni al mondiale 1998. Olsen guidò la Norvegia alla seconda qualificazione consecutiva ad un mondiale grazie al suo calcio difensivo, chiudendo il proprio girone al primo posto, imbattuto, con 21 reti segnate e soltanto 2 subite.
Dopo due pareggi contro Marocco e Scozia, la Norvegia arrivò all'ultima partita del girone eliminatorio, contro il Brasile, con 2 punti: i carioca trovarono la rete del vantaggio con Bebeto, ma la squadra di Olsen raggiunse prima il pareggio con Tore André Flo e poi s'impose con il gol della vittoria di Kjetil Rekdal, su un calcio di rigore concesso generosamente dall'arbitro Esse Baharmast. Gli scandinavi si qualificarono così agli ottavi di finale della manifestazione, incrociando l'Italia. I nordici si presentarono alla sfida con una striscia positiva di 17 incontri: l'ultima sconfitta della Norvegia, infatti, era datata gennaio 1997.. Gli scandinavi si qualificarono così agli ottavi di finale della manifestazione, incrociando l'Italia. I nordici si presentarono alla sfida con una striscia positiva di 17 incontri: l'ultima sconfitta della Norvegia, infatti, era datata gennaio 1997. L'Italia vinse però 1-0, grazie ad una rete di Christian Vieri, ed eliminò la Norvegia. Chiuse la prima esperienza da commissario tecnico dopo 88 incontri (46 vittorie, 26 pareggi e 16 sconfitte), 186 reti realizzate e 63 subite.

#### Vålerenga, Wimbledon e Fredrikstad
Pochi mesi dopo aver lasciato la guida della Norvegia, Olsen diventò allenatore del Vålerenga. A giugno 1999, fu nominato manager del Wimbledon. Il Vålerenga lo avrebbe liberato a partire dal 9 luglio successivo. Olsen diventò così il primo allenatore norvegese della storia della Premier League. L'ex commissario tecnico andò a guadagnare circa 300.000 sterline e l'accordo fu favorito dal fatto che i norvegesi Kjell Inge Røkke e Bjørn Rune Gjelsten fossero i proprietari del club. La stagione del club inglese fu però negativa: a fine anno, infatti, il Wimbledon retrocesse, al termine di una militanza nella massima divisione inglese che durava dal 1986. Olsen fu così licenziato, dopo neanche un anno alla guida della squadra. Terminata l'esperienza inglese, Olsen rimase lontano dalle panchine per qualche anno, lavorando anche come commentatore televisivo. Dal 2003 al 2004, fu commissario tecnico della Norvegia under 19. L'anno successivo, fu nominato nuovo allenatore del Fredrikstad, ma abbandonò l'incarico per alcuni problemi di salute.

#### La seconda esperienza con la Norvegia
A settembre 2007, Olsen fu nominato commissario tecnico dell'Iraq, firmando un contratto dalla durata triennale. Dopo cinque mesi, però, fu licenziato. A gennaio 2009, in seguito alle dimissioni di Åge Hareide, tornò a guidare la Norvegia, seppure ad interim. La scelta di Olsen creò reazioni contrastanti: i tifosi ne furono esaltati, ma Kjetil Rekdal e Uwe Rösler manifestarono la loro preoccupazione, a causa della lunga lontananza di Drillo dalle panchine di prestigio. Come successo quasi vent'anni prima, però, Olsen diventò definitivamente commissario tecnico. La squadra era impegnata nelle qualificazioni al mondiale 2010 e concluse il gruppo 9 al secondo posto, alle spalle dell'Olanda: la Norvegia non partecipò però agli spareggi, perché peggiore tra le seconde classificate. Il 25 agosto 2011, prolungò il contratto fino al termine del campionato del mondo 2014. La Nazionale mancò l'accesso anche al campionato d'Europa 2012. Il 27 settembre 2013, Egil Olsen fu esonerato dalla federazione norvegese.

#### Dopo la Nazionale
Il 18 giugno 2014, entrò nello staff tecnico del Lyn, formazione militante nella 2. divisjon. Formò un trio con Jonas Rygg e Viggo Strømme. L'accordo tra le parti prevedeva che Olsen avrebbe assistito ad almeno un allenamento a settimana e sarebbe stato in panchina per tutte le partite non interferenti con il suo lavoro di commentatore sportivo per TV2.

## Statistiche

### Presenze e reti nei club
| Stagione          | Club              | Campionato        | Campionato | Campionato | Coppe nazionali | Coppe nazionali | Coppe nazionali | Coppe continentali | Coppe continentali | Coppe continentali | Supercoppe | Supercoppe | Supercoppe | Totale | Totale |
| Stagione          | Club              | Comp              | Pres       | Reti       | Comp            | Pres            | Reti            | Comp               | Pres               | Reti               | Comp       | Pres       | Reti       | Pres   | Reti   |
| ----------------- | ----------------- | ----------------- | ---------- | ---------- | --------------- | --------------- | --------------- | ------------------ | ------------------ | ------------------ | ---------- | ---------- | ---------- | ------ | ------ |
| 1958-1959         | Østsiden          | ?                 | ?          | ?          | CN              | ?               | ?               | -                  | -                  | -                  | -          | -          | -          | ?      | ?      |
| 1959-1960         | Østsiden          | ?                 | ?          | ?          | CN              | ?               | ?               | -                  | -                  | -                  | -          | -          | -          | ?      | ?      |
| 1960-1961         | Østsiden          | ?                 | ?          | ?          | CN              | ?               | ?               | -                  | -                  | -                  | -          | -          | -          | ?      | ?      |
| 1961-1962         | Østsiden          | L                 | ?          | ?          | CN              | ?               | ?               | -                  | -                  | -                  | -          | -          | -          | ?      | ?      |
| 1963              | Østsiden          | 2D                | ?          | ?          | CN              | ?               | ?               | -                  | -                  | -                  | -          | -          | -          | ?      | ?      |
| 1964              | Vålerengen        | 1D                | 0          | 0          | CN              | ?               | ?               | CF                 | ?                  | ?                  | -          | -          | -          | ?      | ?      |
| 1965              | Østsiden          | 2D                | ?          | ?          | CN              | ?               | ?               | -                  | -                  | -                  | -          | -          | -          | ?      | ?      |
| Totale Østsiden   | Totale Østsiden   | Totale Østsiden   | ?          | ?          |                 | ?               | ?               |                    | -                  | -                  |            | -          | -          | ?      | ?      |
| 1966              | Vålerengen        | 1D                | ?          | ?          | CN              | ?               | ?               | CC                 | ?                  | ?                  | -          | -          | -          | ?      | ?      |
| 1967              | Vålerengen        | 1D                | ?          | ?          | CN              | ?               | ?               | -                  | -                  | -                  | -          | -          | -          | ?      | ?      |
| Totale Vålerengen | Totale Vålerengen | Totale Vålerengen | ?          | ?          |                 | ?               | ?               |                    | ?                  | ?                  |            | -          | -          | ?      | ?      |
| 1968              | Sarpsborg         | 1D                | ?          | ?          | CN              | ?               | ?               | -                  | -                  | -                  | -          | -          | -          | ?      | ?      |
| 1969              | Sarpsborg         | 1D                | ?          | ?          | CN              | ?               | ?               | -                  | -                  | -                  | -          | -          | -          | ?      | ?      |
| 1970              | Sarpsborg         | 1D                | ?          | ?          | CN              | ?               | ?               | -                  | -                  | -                  | -          | -          | -          | ?      | ?      |
| 1971              | Sarpsborg         | 1D                | ?          | ?          | CN              | ?               | ?               | -                  | -                  | -                  | -          | -          | -          | ?      | ?      |
| Totale Sarpsborg  | Totale Sarpsborg  | Totale Sarpsborg  | ?          | ?          |                 | ?               | ?               |                    | -                  | -                  |            | -          | -          | ?      | ?      |
| 1972              | Frigg             | 2D                | ?          | ?          | CN              | ?               | ?               | -                  | -                  | -                  | -          | -          | -          | ?      | ?      |
| 1973              | Frigg             | 1D                | ?          | ?          | CN              | ?               | ?               | -                  | -                  | -                  | -          | -          | -          | ?      | ?      |
| 1974              | Frigg             | 2D                | ?          | ?          | CN              | ?               | ?               | -                  | -                  | -                  | -          | -          | -          | ?      | ?      |
| Totale Frigg      | Totale Frigg      | Totale Frigg      | ?          | ?          |                 | ?               | ?               |                    | -                  | -                  |            | -          | -          | ?      | ?      |
| 1975              | Hasle-Løren       | ?                 | ?          | ?          | CN              | ?               | ?               | -                  | -                  | -                  | -          | -          | -          | ?      | ?      |
| Totale            | Totale            | Totale            | ?          | ?          |                 | ?               | ?               |                    | ?                  | ?                  |            | -          | -          | ?      | ?      |

### Cronologia presenze e reti in Nazionale
| Cronologia completa delle presenze e delle reti in nazionale ― Norvegia | Cronologia completa delle presenze e delle reti in nazionale ― Norvegia | Cronologia completa delle presenze e delle reti in nazionale ― Norvegia | Cronologia completa delle presenze e delle reti in nazionale ― Norvegia | Cronologia completa delle presenze e delle reti in nazionale ― Norvegia | Cronologia completa delle presenze e delle reti in nazionale ― Norvegia | Cronologia completa delle presenze e delle reti in nazionale ― Norvegia | Cronologia completa delle presenze e delle reti in nazionale ― Norvegia |
| Data                                                                    | Città                                                                   | In casa                                                                 | Risultato                                                               | Ospiti                                                                  | Competizione                                                            | Reti                                                                    | Note                                                                    |
| ----------------------------------------------------------------------- | ----------------------------------------------------------------------- | ----------------------------------------------------------------------- | ----------------------------------------------------------------------- | ----------------------------------------------------------------------- | ----------------------------------------------------------------------- | ----------------------------------------------------------------------- | ----------------------------------------------------------------------- |
| 11-10-1964                                                              | Copenaghen                                                              | Danimarca                                                               | 2 – 0                                                                   | Norvegia                                                                | Amichevole                                                              | -                                                                       |                                                                         |
| 8-11-1964                                                               | Lussemburgo                                                             | Lussemburgo                                                             | 0 – 2                                                                   | Norvegia                                                                | Qual. Mondiali 1966                                                     | -                                                                       |                                                                         |
| 11-11-1964                                                              | Parigi                                                                  | Francia                                                                 | 1 – 0                                                                   | Norvegia                                                                | Qual. Mondiali 1966                                                     | -                                                                       |                                                                         |
| 19-6-1965                                                               | Bangkok                                                                 | Thailandia                                                              | 0 – 7                                                                   | Norvegia                                                                | Amichevole                                                              | -                                                                       |                                                                         |
| 13-5-1970                                                               | Oslo                                                                    | Norvegia                                                                | 0 – 2                                                                   | Cecoslovacchia                                                          | Amichevole                                                              | -                                                                       |                                                                         |
| 17-6-1970                                                               | Bergen                                                                  | Norvegia                                                                | 2 – 0                                                                   | Finlandia                                                               | Amichevole                                                              | -                                                                       |                                                                         |
| 20-7-1970                                                               | Reykjavík                                                               | Islanda                                                                 | 2 – 0                                                                   | Norvegia                                                                | Amichevole                                                              | -                                                                       |                                                                         |
| 19-9-1970                                                               | Oslo                                                                    | Norvegia                                                                | 2 – 4                                                                   | Svezia                                                                  | Amichevole                                                              | -                                                                       |                                                                         |
| 23-9-1970                                                               | Copenaghen                                                              | Danimarca                                                               | 0 – 1                                                                   | Norvegia                                                                | Amichevole                                                              | -                                                                       |                                                                         |
| 7-10-1970                                                               | Oslo                                                                    | Norvegia                                                                | 1 – 3                                                                   | Ungheria                                                                | Qual. Euro 1972                                                         | -                                                                       |                                                                         |
| 11-11-1970                                                              | Lione                                                                   | Francia                                                                 | 3 – 1                                                                   | Norvegia                                                                | Qual. Euro 1972                                                         | -                                                                       |                                                                         |
| 15-11-1970                                                              | Sofia                                                                   | Bulgaria                                                                | 1 – 1                                                                   | Norvegia                                                                | Qual. Euro 1972                                                         | -                                                                       |                                                                         |
| 21-7-1971                                                               | Stavanger                                                               | Norvegia                                                                | 2 – 1                                                                   | Inghilterra                                                             | Amichevole                                                              | -                                                                       |                                                                         |
| 8-8-1971                                                                | Malmö                                                                   | Svezia                                                                  | 3 – 0                                                                   | Norvegia                                                                | Amichevole                                                              | -                                                                       |                                                                         |
| 25-8-1971                                                               | Helsinki                                                                | Finlandia                                                               | 1 – 1                                                                   | Norvegia                                                                | Amichevole                                                              | -                                                                       |                                                                         |
| 27-10-1971                                                              | Budapest                                                                | Ungheria                                                                | 4 – 0                                                                   | Norvegia                                                                | Qual. Euro 1972                                                         | -                                                                       |                                                                         |
| Totale                                                                  |                                                                         | Presenze                                                                | 16                                                                      |                                                                         | Reti                                                                    | 0                                                                       |                                                                         |

## Palmarès

### Allenatore

#### Club
- Campionato norvegese: 1

Valerenga: 2005

#### Individuale
- Premio Kniksen: 1

1993